# فریبا محمدیان
فریبا محمدیان (زاده ۱۳۳۷ سوادکوه) مدیر ورزشی ایرانی است که برای دومین بار از آبان‌ سال ۱۴۰۳ معاون توسعه ورزش بانوان وزارت ورزش و جوانان است. محمدیان پیش‌تر نیز معاون توسعه ورزش بانوان وزارت ورزش و جوانان و همچنین نایب‌رئیس فدراسیون والیبال ایران و رئیس فدراسیون اسکیت ایران بوده‌است.